# Meconopsis forrestii
Meconopsis forrestii là một loài thực vật có hoa trong họ Anh túc. Loài này được Prain mô tả khoa học đầu tiên năm 1907.